# 沈呂巡
沈呂巡（1949年11月12日—2023年1月6日），中華民國外交官，畢業於國立中興大學法商學院（今國立臺北大學）、美國賓州大學國際關係碩、博士，暱稱「沈大砲」，為清朝名臣沈葆楨的後代，曾任駐美代表、外交部政務次長、駐英代表、駐歐盟代表、駐日內瓦代表、外交部北美司長、國立臺灣大學政治系兼任教授、國立臺北大學傑出校友。

## 家族
沈呂巡是清末兩江總督兼南洋大臣沈葆楨的六代孫（沈葆楨曾任「欽差辦理臺灣等處海防兼理各國事務大臣」），也是清朝政治家林則徐後人（為林則徐三女林普晴的後代）。父親沈祖湜，曾任職中央銀行，現在新臺幣紙鈔上「中華民國」四個字即由沈祖湜題寫。弟沈呂遂曾經營臺北翰林筵餐廳，妹沈冬為國立臺灣大學音樂學研究所教授。

## 生平
沈呂巡出生於1949年的國父誕辰紀念日，1968年畢業於臺北市立建國高級中學，與總統馬英九當時是同學，1972年畢業於國立中興大學法商學院法律系（今國立臺北大學三峽校區法律學院法律系）學士，隨後在1979年與1982年畢業於美國賓州大學國際關係學碩士班及博士班。
沈呂巡擔任駐歐盟代表時，開始投入爭取與運作歐盟免簽證。2009年年中他預言還要一年半，就可以得到歐盟同意中華民國護照免簽證遊歐洲，果然一年半後這項預言成真。
2009年9月，接替因88水災下台的夏立言，出任中華民國外交部政務次長。
2011年，中華民國慶祝建國一百年，外交部與故宮博物院合作出版「百年傳承，走出活路」近代條約圖錄，沈呂巡當時在外交部擔任政務次長，親自參與編輯，來英後依據條約圖錄赴英名校演講，獲英各方重視。
2011年12月起，接替張小月出任中華民國駐英國代表。
2012年5月17日，沈呂巡應邀在歐洲復興開發銀行年會致開幕詞，強調台灣積極參與歐銀在受援國推動的貿易促進等各項發展計畫，並應邀代表「貿易促進計畫」」（Trade Facilitation Programme, TFP）主要捐助國，與葡萄牙代表共同頒獎給該計畫下19個位於東歐及中亞的績優協力銀行。
2012年5月22日，慶祝英女王鑽禧登基60週年的重要活動雀兒喜花展（Chelsea Flower Show），沈呂巡當時向前來觀賞的英國女王伊莉莎白二世及安德魯王子等介紹臺灣蘭花。
2012年倫敦奧運期間，8月9日中華隊跆拳道女將曾櫟騁勇奪銅牌戰，許多中華民國僑胞前往加油，1位手持大面國旗的僑胞興奮舉旗，遭工作人員無預警搶旗，在現場觀賽的中華民國駐英代表沈呂巡見狀，立即向大會表達抗議，倫敦奧運籌備委員會正式回信給中華民國駐英代表處，坦承處理失當。中華民國國旗在倫敦奧運觀眾席上飄揚，為超過10年以來的第一次。倫敦攝政街撤旗事件當時受到國際媒體廣泛的報導。
2012年，《經濟學人》雜誌，直言馬英九總統是Bumbler，因此總統要透過駐英代表處，向該雜誌表示抗議。駐英代表處備齊相關資料對《經濟學人》雜誌做出反映，駐英代表沈呂巡表示：「我們經濟做不錯，平均國民所得還超過英國！」
2014年3月底，接替金溥聰出任中華民國駐美代表。2015年1月1日，沈呂巡與中華民國駐美國代表處人員，在雙橡園舉行兩國斷交後首次的元旦升旗典禮。美國國務院表示，未先被告知要舉行升旗典禮，強調「美國與臺灣沒有外交關係」，此舉「違反了美方長久以來對美臺執行非官方關係的諒解」，並對這項行動感到「失望」，美國在臺協會發表三點正式聲明，希望臺灣方面確保這類事情不再發生。
2015年2月25日，中華民國在與美國斷交36年後，駐美官員首次取得外交車牌。
2015年9月3日，在斷交36年後首度受邀出席由美國政府合辦的第二次世界大戰勝利紀念活動，並在「盟軍對日作戰勝利70週年紀念」活動上致獻有中華民國國徽的花圈，使中華人民共和國駐美大使崔天凱為此憤而缺席。
2023年1月6日上午於新北市耕莘醫院辭世，享年73歲。其胞妹說沈在病中、意識模糊時，仍吐出「外交部」3個字。

## 荣誉
- 二等景星勋章（2016年5月6日批准[29]）
- 2011年獲第十一屆國立臺北大學傑出校友獎。